# Campionati del mondo di ciclocross 2023 - Gara maschile Elite
La settantatreesima edizione della gara maschile Elite dei Campionati del mondo di ciclocross 2023 si svolse il 5 febbraio 2023 con partenza ed arrivo a Hoogerheide, nei Paesi Bassi, su un percorso iniziale di 150 m più un circuito di 3,2 km da ripetere 10 volte per un totale di 32,15 km. La vittoria fu appannaggio del neerlandese Mathieu van der Poel, il quale terminò la gara in 1h07'20", alla media di 28,645 km/h, precedendo i belgi Wout Van Aert ed Eli Iserbyt.
Partenza con 40 ciclisti, dei quali 31 portarono a termine la competizione.

## Squadre partecipanti
| N.        | Cod. | Squadra         |
| --------- | ---- | --------------- |
| 2-3       | GBR  | Gran Bretagna   |
| 4-12      | BEL  | Belgio          |
| 16        | USA  | Stati Uniti     |
| 17        | CAN  | Canada          |
| 18-21     | FRA  | Francia         |
| 22-28     | NED  | Paesi Bassi     |
| 31, 32-34 | SUI  | Svizzera        |
| 35-36     | ESP  | Spagna          |
| 37-38     | CZE  | Repubblica Ceca |

| N. | Cod. | Squadra    |
| -- | ---- | ---------- |
| 40 | GER  | Germania   |
| 42 | CRC  | Costa Rica |
| 43 | COL  | Colombia   |
| 44 | ITA  | Italia     |
| 48 | ROU  | Romania    |
| 49 | JPN  | Giappone   |
| 50 | POL  | Polonia    |
| 51 | AUT  | Austria    |
| 52 | SWE  | Svezia     |

## Ordine d'arrivo (Top 10)
| Pos. | Corridore              | Squadra       | Tempo    |
| ---- | ---------------------- | ------------- | -------- |
| 1    | Mathieu van der Poel   | Paesi Bassi   | 1h07'20" |
| 2    | Wout Van Aert          | Belgio        | s.t.     |
| 3    | Eli Iserbyt            | Belgio        | a 12"    |
| 4    | Lars van der Haar      | Paesi Bassi   | a 13"    |
| 5    | Michael Vanthourenhout | Belgio        | a 46"    |
| 6    | Gerben Kuypers         | Belgio        | a 54"    |
| 7    | Niels Vandeputte       | Belgio        | a 57"    |
| 8    | Laurens Sweeck         | Belgio        | a 59"    |
| 9    | Cameron Mason          | Gran Bretagna | a 1'08"  |
| 10   | Clément Venturini      | Francia       | a 1'30"  |